# Phaius wenshanensis
Phaius wenshanensis är en orkidéart som beskrevs av Fang Yuan Liu. Phaius wenshanensis ingår i släktet Phaius och familjen orkidéer. Inga underarter finns listade i Catalogue of Life.